# Crecimiento anormal del grano

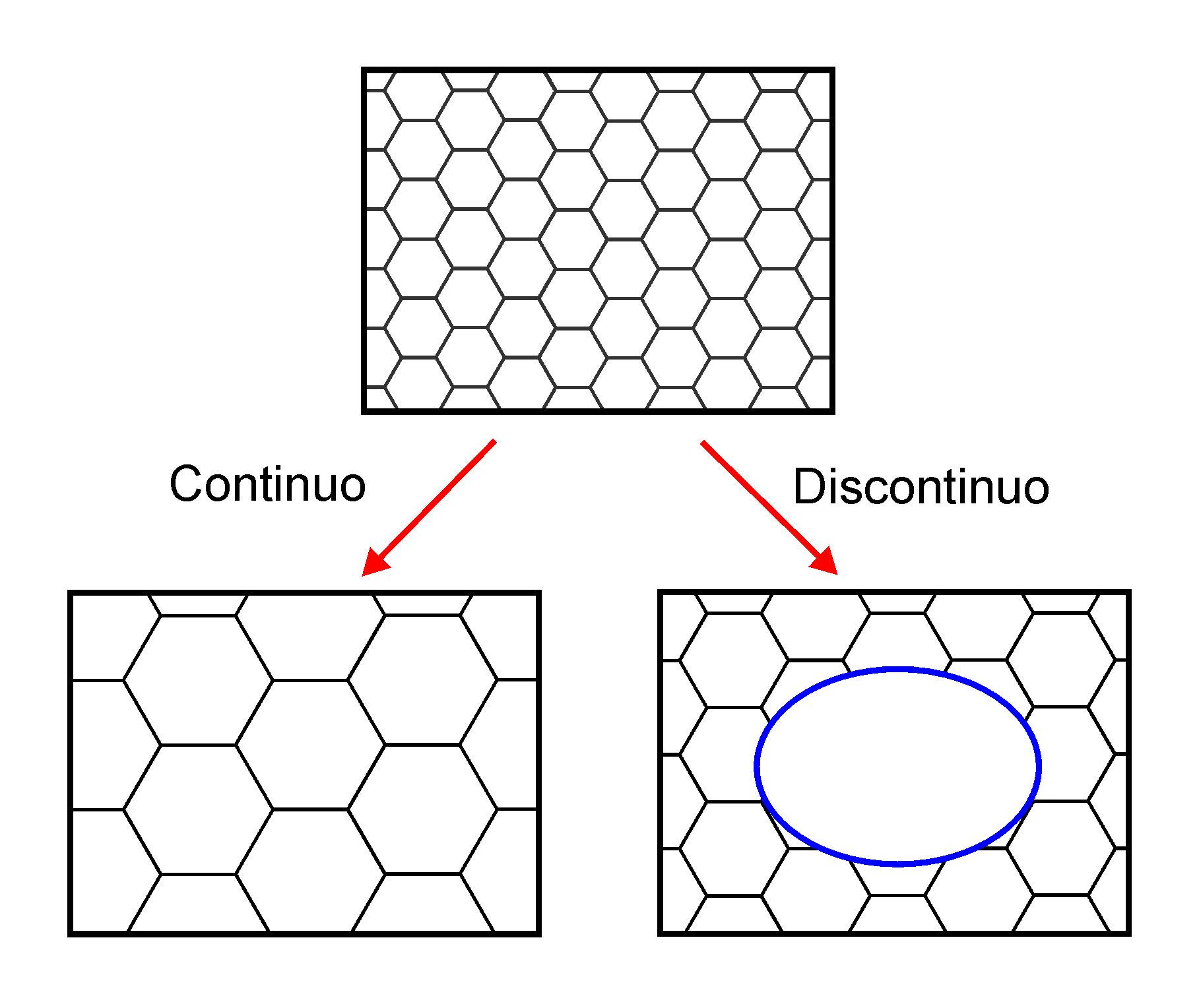
El crecimiento anormal o discontinuo de los granos conduce a una microestructura heterogénea, donde un número limitado de granos crece mucho más rápido que el resto

El crecimiento anormal del grano o crecimiento discontinuo del grano, también conocido como crecimiento de recristalización secundaria del grano o crecimiento exagerado del grano, es un fenómeno de crecimiento del grano a través del que, bajo ciertas condiciones energéticamente favorables, determinados granos (cristalitos) crecen rápidamente en una matriz de granos más finos, lo que resulta en una distribución de tamaños de granos bimodal.
En las cerámicas, este fenómeno puede resultar en la formación de granos aciculares prismáticos alargados (como agujas) en una matriz densificada, lo que se traduce en una mejora de la resistencia a la fractura al impedirse la propagación de grietas.

## Mecanismos
El crecimiento anormal del grano se encuentra en sistemas metálicos o cerámicos que exhiben una o más de la siguiente serie de características:
1. Inclusiones de fase secundaria, precipitados o impurezas por encima de un cierto umbral de concentración
2. Alta anisotropía en energía interfacial sólido/líquido o energía de límite de grano (sólido/sólido) en materiales a granel
3. Energía superficial altamente anisotrópica en materiales de película delgada
4. Alto desequilibrio químico

Aunque quedan muchas lagunas en la comprensión fundamental de estos fenómenos, en todos los casos se produce un crecimiento anormal de los granos como resultado de tasas locales muy altas de migración de la interfaz y se ve reforzado por la acumulación localizada de líquido en los límites de los granos.

## Significado
El crecimiento anormal de granos a menudo se registra como un fenómeno indeseable que se produce durante la sinterización de los materiales cerámicos, ya que los granos que crecen rápidamente pueden reducir la dureza del material a granel a través de efectos del tipo Hall-Petch. Sin embargo, la introducción controlada de materiales dopantes para producir un crecimiento bimodal controlado puede usarse para conferir endurecimiento gracias a la formación de fibras en materiales cerámicos. Sin embargo, la aparición del fenómeno puede provocar la degradación del efecto piezoeléctrico en los materiales cerámicos y, por lo tanto, en estos sistemas se estudia la forma de evitarlo.

## Sistemas de ejemplo

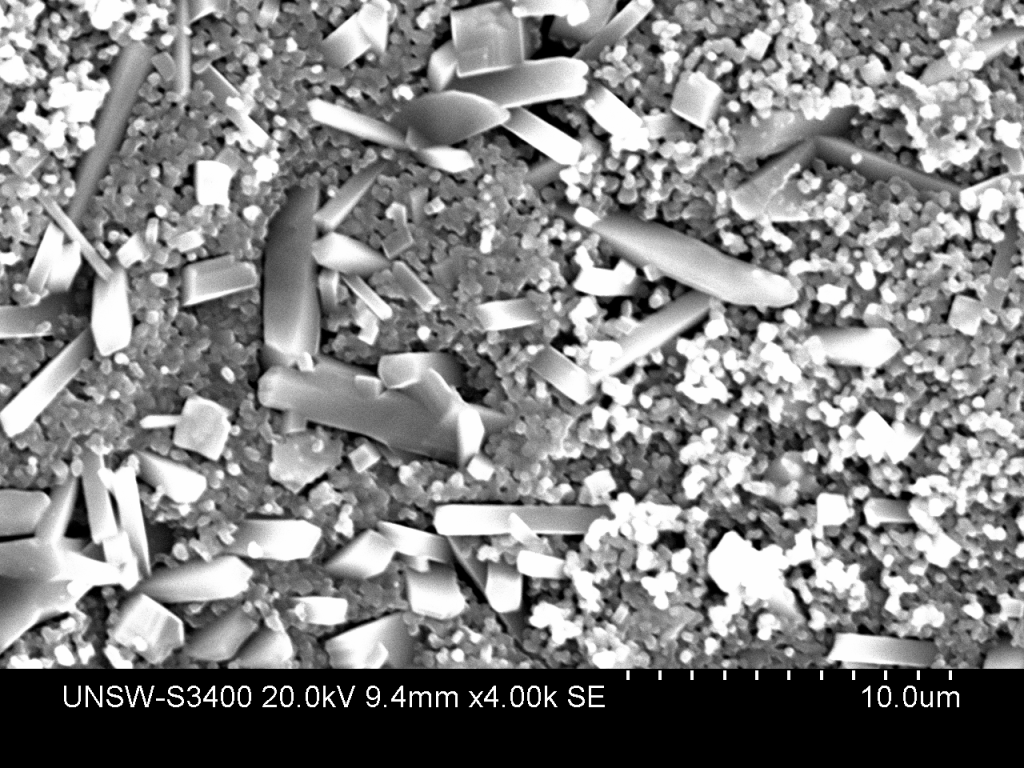
Crecimiento anormal del grano observado en el mineral rutilo (TiO_{2}), inducido por la presencia de una fase secundaria de zircón

1. El mineral rutilo (TiO2) exhibe con frecuencia un hábito cristalino prismático o acicular. En presencia de dopantes alcalinos o de ZrSiO4 en estado sólido, se ha observado que el rutilo cristaliza a partir de un material de la fase original anatasa en forma de granos anormalmente grandes, intercalados en una matriz de anatasa equiaxial más fina o granos de rutilo.[3]
2. La alúmina, Al2O3, con dopantes/impurezas a base de óxido de silicio(IV) y/o óxido de itrio(III) exhiben un crecimiento anormal de granos indeseable.[4]
3. Se sabe que el titanato de bario (BaTiO3) con un exceso de TiO2 exhibe un crecimiento de grano anormal con profundas consecuencias en el rendimiento piezoeléctrico de este material.
4. Se ha informado que el carburo de wolframio exhibe el crecimiento anormal de granos facetados en presencia de una fase líquida en los límites de grano que contiene cobalto[5]
5. El nitruro de silicio (Si3N4) puede exhibir el fenómeno según la distribución de tamaño del material de la fase β en un precursor de α-Si3N4. Este tipo de crecimiento de grano es importante en el endurecimiento de materiales de nitruro de silicio[6]
6. Se ha demostrado que el carburo de silicio muestra una mayor tenacidad a la fractura como resultado de los procesos de crecimiento anormal del grano que producen granos alargados, con consecuencias para las aplicaciones en blindajes antibala. Este tipo de resistencia a la fractura mejorada basada en puentes de grietas de materiales cerámicos que exhiben el fenómeno es consistente con los efectos morfológicos informados sobre la propagación de grietas en las cerámicas[1]
7. Se sabe que el niobato de bario y estroncio, utilizado para electroóptica y aplicaciones dieléctricas, exhibe formación anormal de cristales con consecuencias significativas en el rendimiento electrónico del material[7]
8. Se ha observado que los sistemas titanato de calcio (CaTiO3, perovskita) dopados con BaO exhiben el crecimiento anormal de granos sin la formación de líquido como resultado de interfaces de politipo entre fases sólidas[8]